# Benjamin Thomsen
Benjamin Thomsen detto Ben (Invermere, 25 agosto 1987) è un ex sciatore alpino canadese.

## Biografia
Specialista delle gare veloci residente a Calgary, Benjamin Thomsen ha debuttato nel Circo bianco il 19 dicembre 2002 a Panorama, giungendo 77º in uno slalom gigante valido ai fini del punteggio FIS; due anni dopo ha partecipato per la prima volta a una gara di Nor-Am Cup, la discesa libera disputata a Lake Louise il 12 dicembre 2004 (76º), e l'esordio in Coppa del Mondo è avvenuto il 6 marzo 2010 nella discesa libera di Kvitfjell, chiusa al 43º posto. L'8 dicembre dello stesso anno ha conquistato il primo podio in Nor-Am Cup, piazzandosi 3º della discesa libera disputata a Lake Louise, e nella stessa stagione ha esordito ai Campionati mondiali: a Garmisch-Partenkirchen 2011 è stato 18º nella discesa libera e 19º nel supergigante.
Ha ottenuto l'unico podio in Coppa del Mondo l'11 febbraio 2012 in occasione della discesa libera di Soči Krasnaja Poljana, battuto solo dallo svizzero Beat Feuz; ai Mondiali di Schladming 2013 è stato 17º nella discesa libera e nuovamente 19º nel supergigante. A Soči 2014 ha debuttato ai Giochi olimpici invernali, classificandosi 19º nella discesa libera, mentre l'anno dopo ai Mondiali di Vail/Beaver Creek 2015 è stato 18º nella discesa libera e 27º nel supergigante.

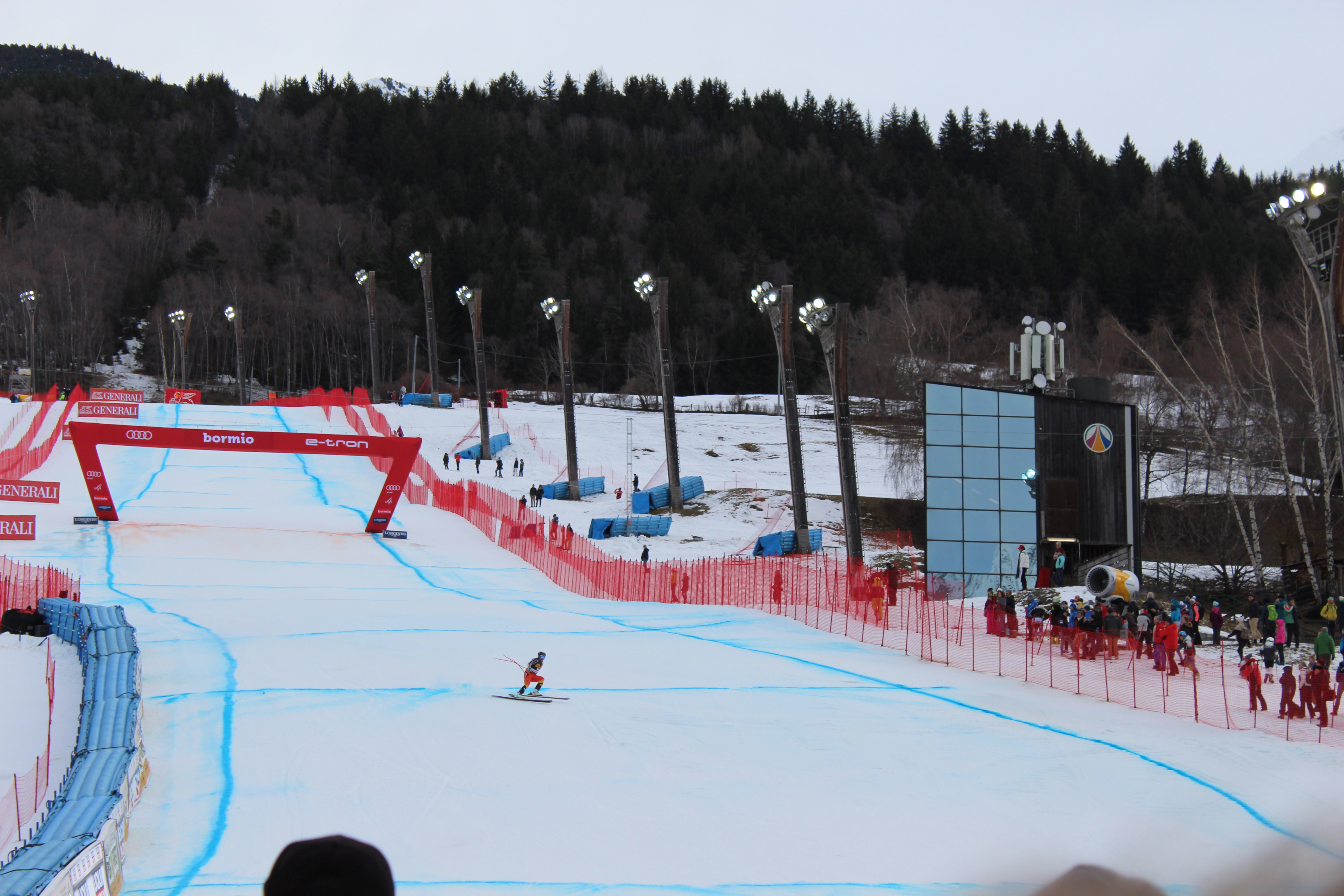
Benjamin Thomsen al traguardo della pista Stelvio di Bormio il 27 dicembre 2019

Ai XXIII Giochi olimpici invernali di Pyeongchang 2018, sua ultima presenza olimpica, si è classificato 28º nella discesa libera e non ha completato la combinata; il 1º marzo dello stesso anno ha ottenuto il suo secondo e ultimo podio in Nor-Am Cup, a Copper Mountain in discesa libera (3º). Ai Mondiali di Åre 2019, suo congedo iridato, è stato 7º nella discesa libera e 17º nel supergigante; ha preso per l'ultima volta il via in Coppa del Mondo il 18 dicembre 2021 in Val Gardena in discesa libera (47º) e si è ritirato al termine della stagione 2022-2023: la sua ultima gara è stata un supergigante FIS disputato il 3 aprile a Panorama.

## Palmarès

### Coppa del Mondo
- Miglior piazzamento in classifica generale: 42º nel 2012
- 1 podio:
  - 1 secondo posto

### Nor-Am Cup
- Miglior piazzamento in classifica generale: 15º nel 2010
- 2 podi:
  - 2 terzi posti

### Campionati canadesi
- 3 medaglie[1]:
  - 1 oro (supergigante nel 2014)
  - 1 argento (supergigante nel 2022)
  - 1 bronzo (discesa libera nel 2014)